# Bezirk Siders
Der Bezirk Siders (französisch District de Sierre) im Kanton Wallis besteht aus folgenden Gemeinden:
Stand: 1. Januar 2021
| Wappen        | Name der Gemeinde | Einwohner (31. Dezember 2023) | Fläche in km² | Einw. pro km² |
| ------------- | ----------------- | ----------------------------- | ------------- | ------------- |
| Anniviers     | Anniviers         | 2773                          | 243,37        | 11            |
| Chalais       | Chalais           | 3905                          | 24,34         | 160           |
| Chippis       | Chippis           | 1599                          | 1,97          | 812           |
| Crans-Montana | Crans-Montana     | 10'488                        | 59,66         | 176           |
| Grône         | Grône             | 2557                          | 20,73         | 123           |
| Icogne        | Icogne            | 634                           | 24,83         | 26            |
| Lens          | Lens              | 4536                          | 13,98         | 324           |
| Noble-Contrée | Noble-Contrée     | 4677                          | 6,50          | 720           |
| Saint-Léonard | Saint-Léonard     | 2613                          | 3,88          | 673           |
| Sierre        | Siders            | 17'663                        | 19,13         | 923           |
| Total (10)    | Total (10)        | 51'445                        | 418,39        | 123           |

## Veränderungen im Gemeindebestand

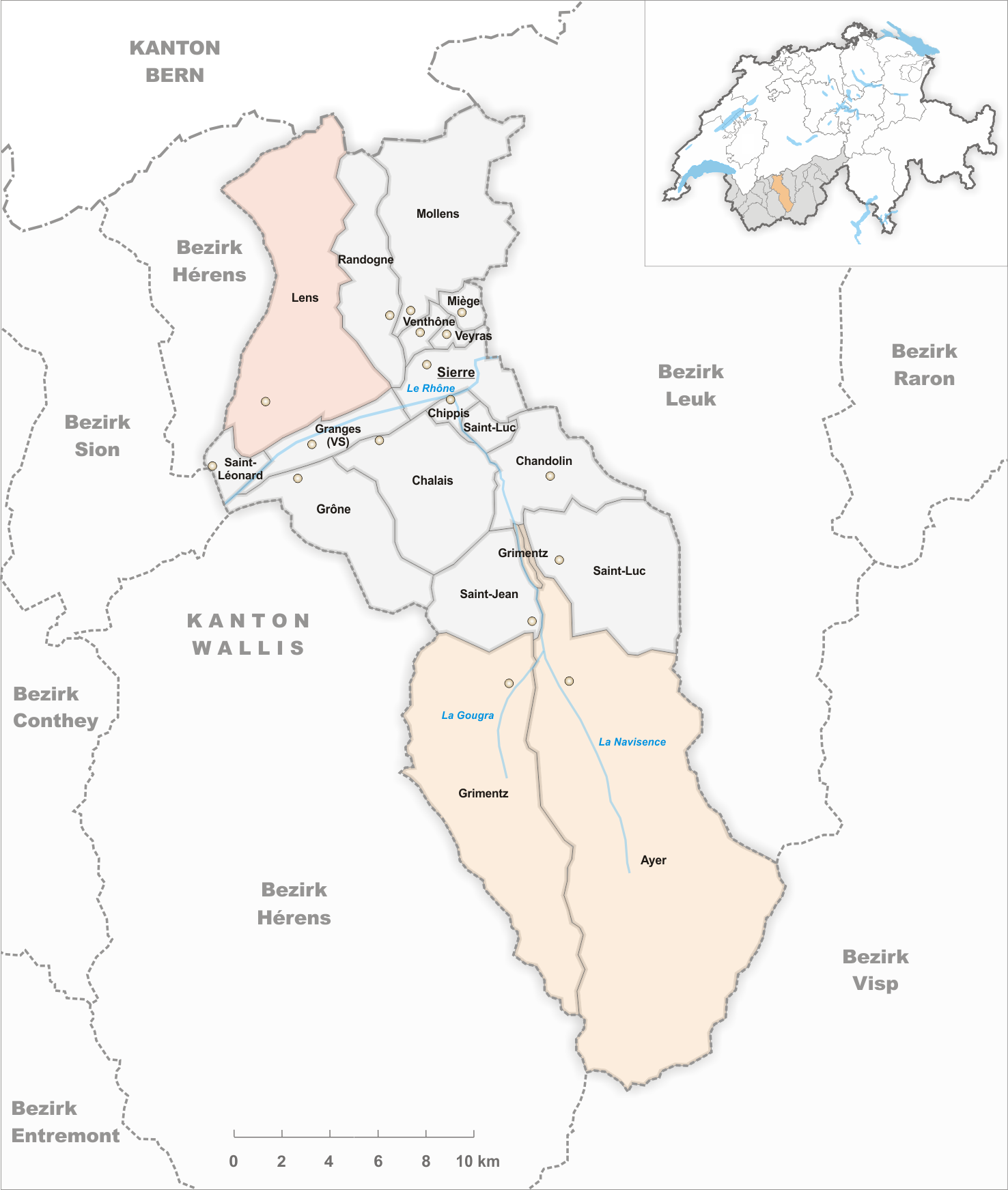
Gemeinden bis 1904
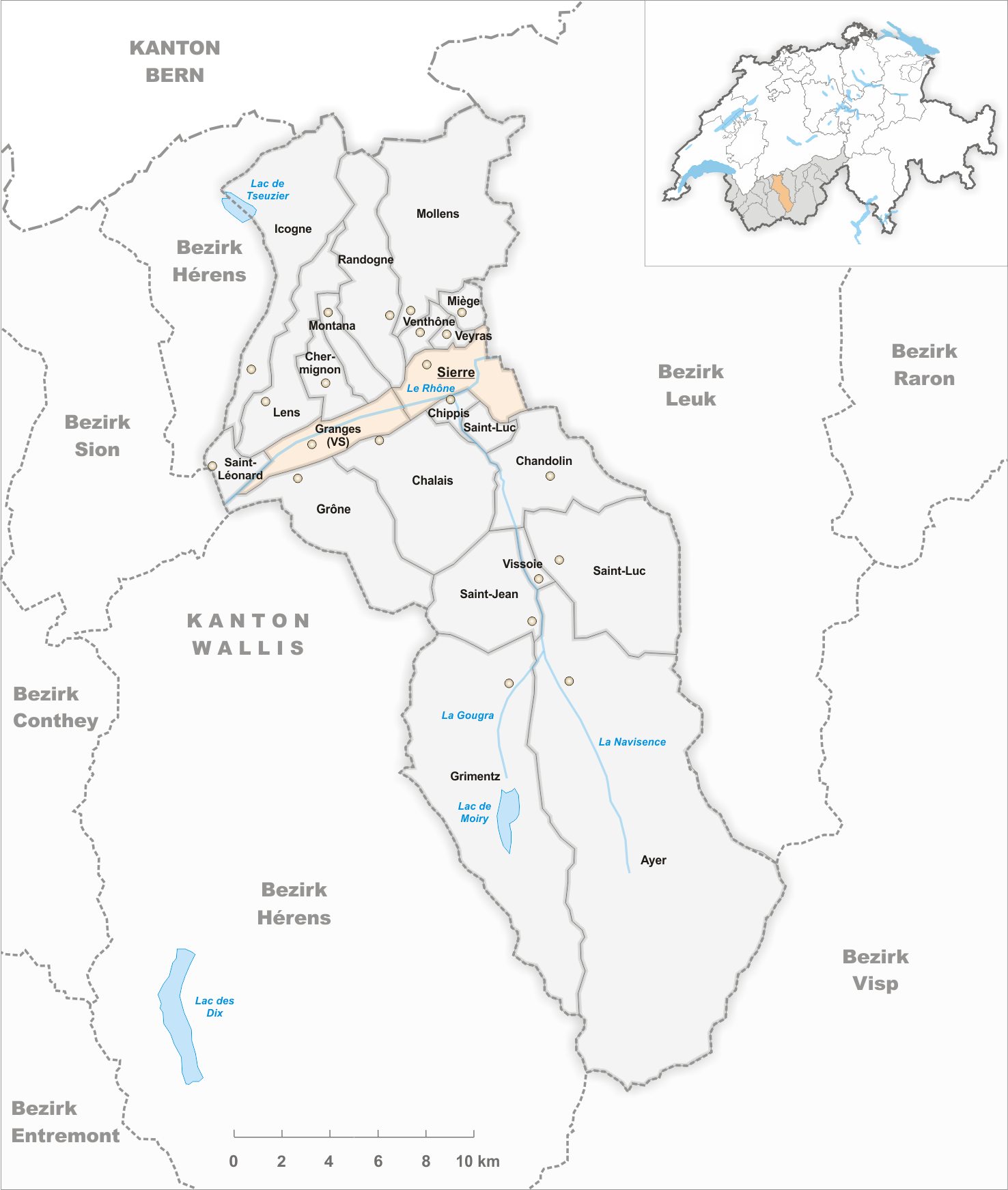
Gemeinden bis 1972
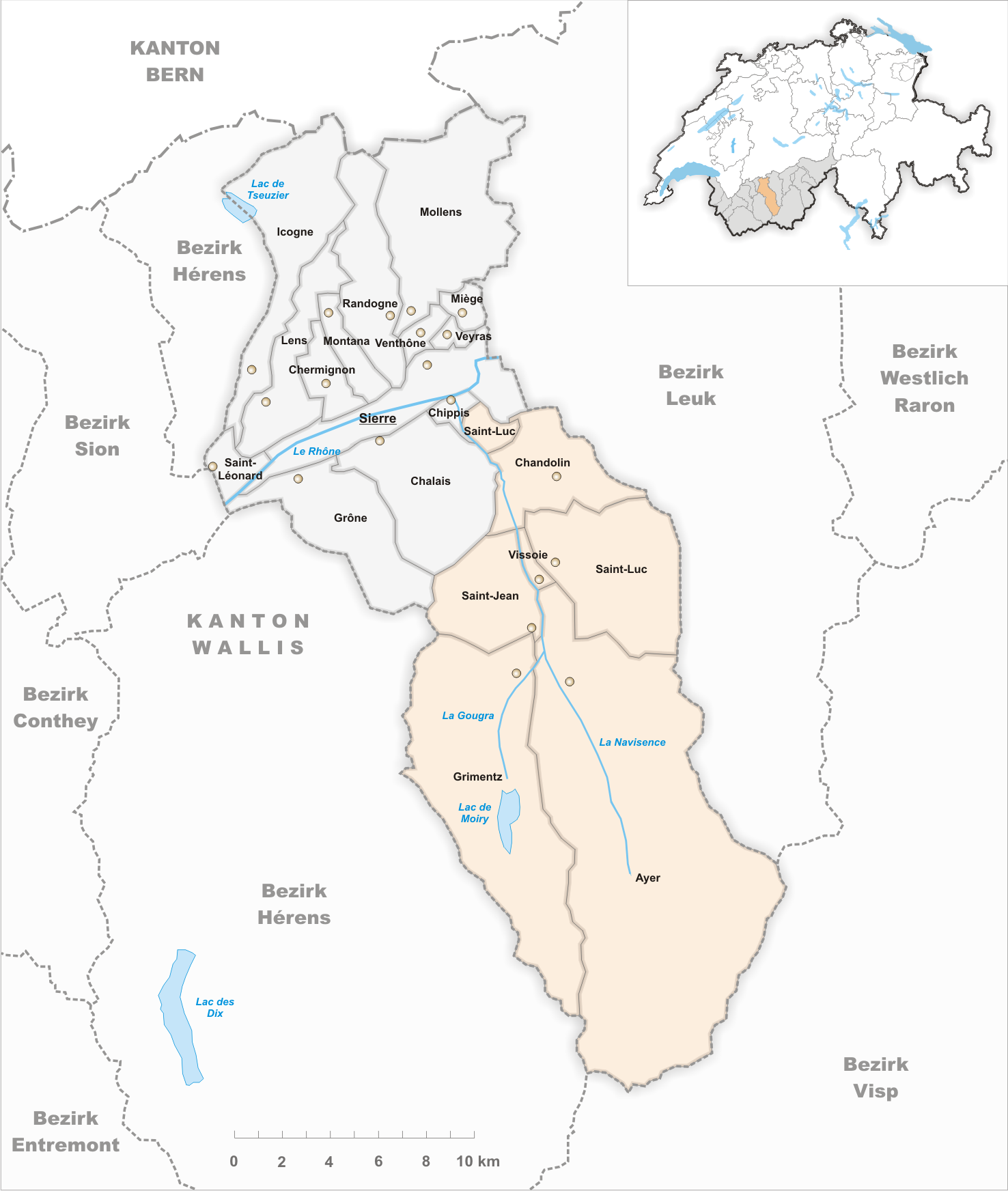
Gemeinden bis 2008
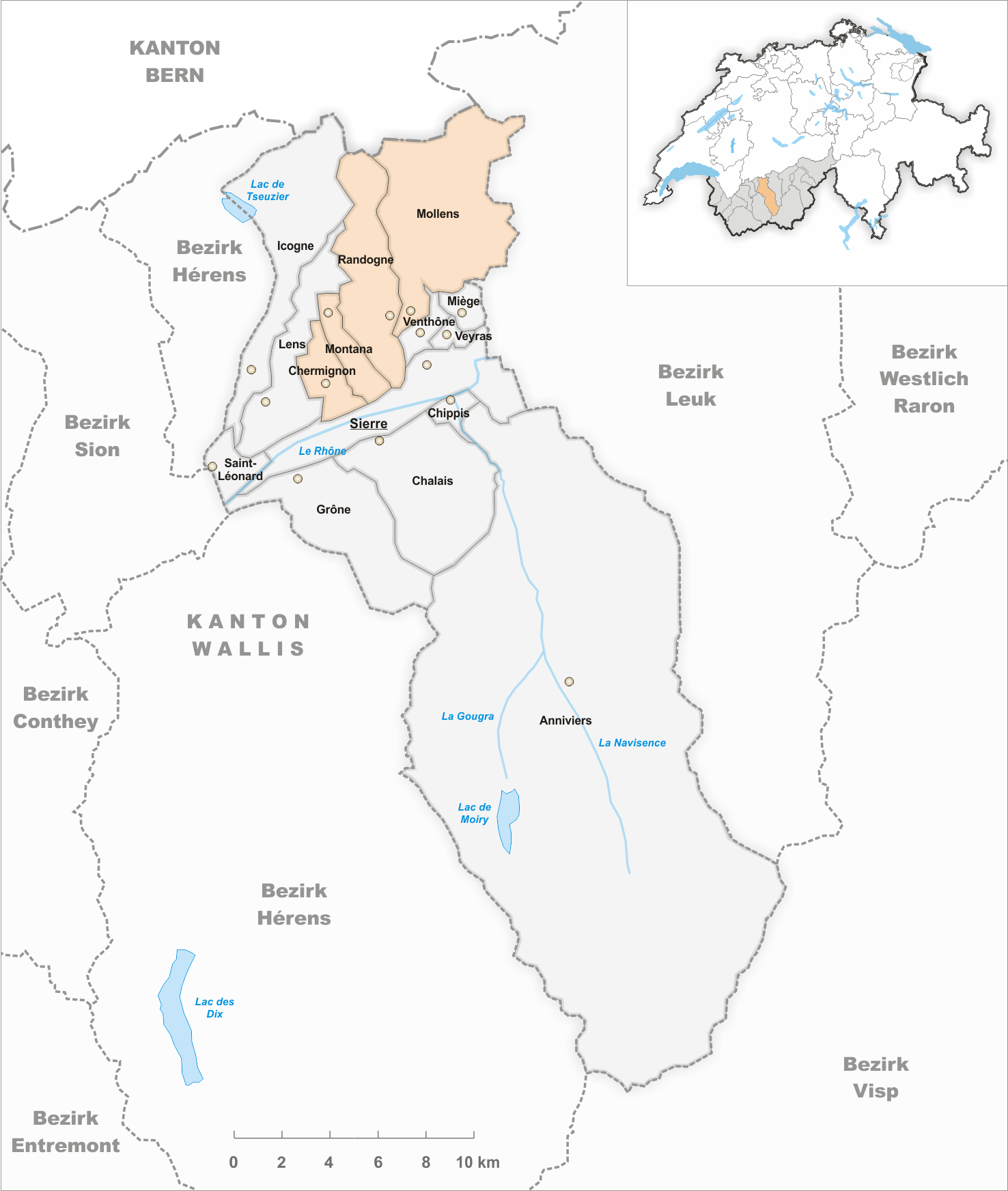
Gemeinden bis 2016
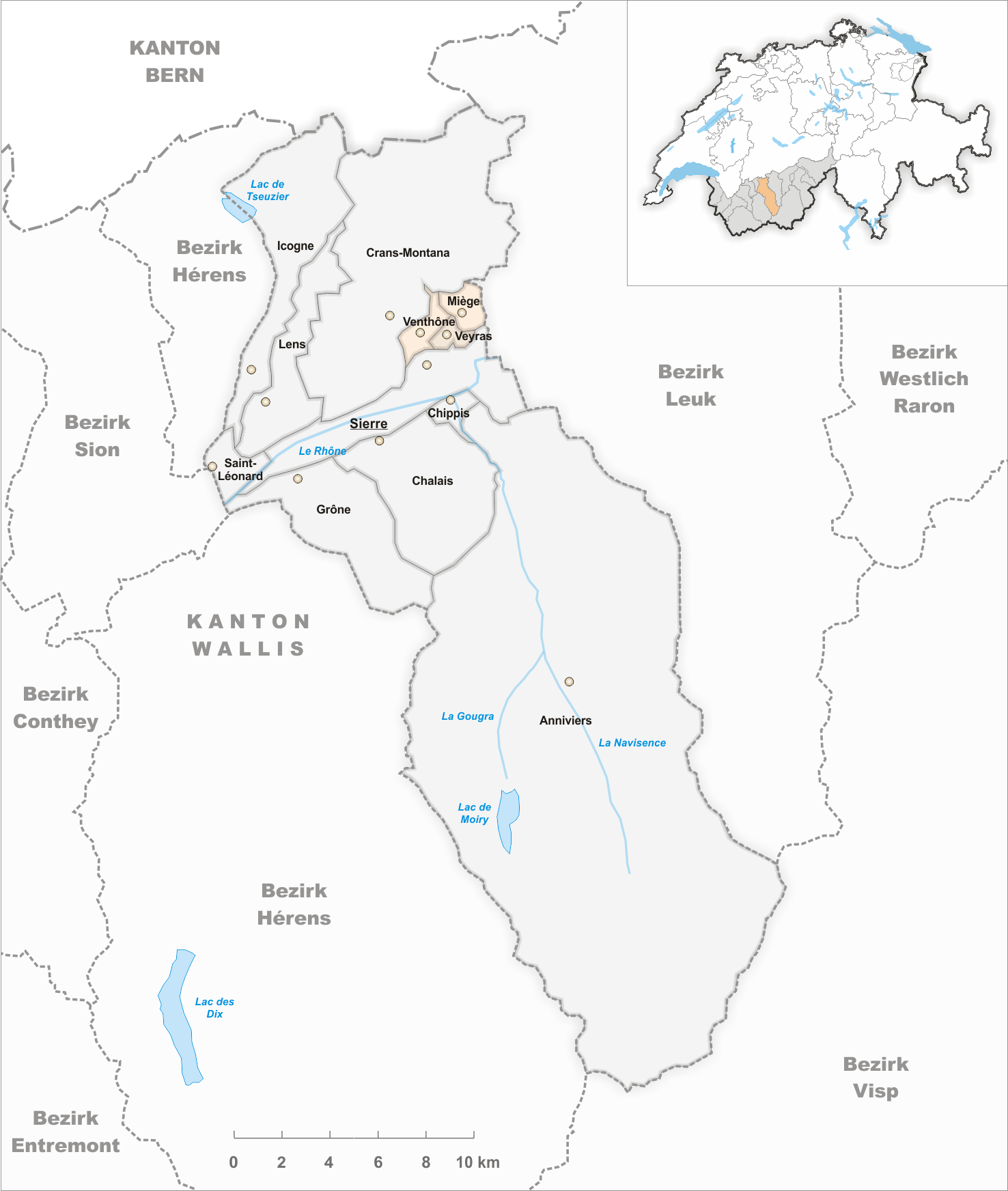
Gemeinden bis 2020

- 1904: Abspaltung von Ayer und Grimentz → Vissoie
- 1904: Abspaltung von Lens → Chermignon, Icogne und Montana

- 1972: Fusion Granges und Sierre → Sierre

- 2009: Fusion Ayer, Chandolin, Grimentz, Saint-Jean, Saint-Luc und Vissoie → Anniviers

- 2017: Fusion Chermignon, Mollens, Montana und Randogne → Crans-Montana

- 2021: Fusion Miège, Venthône und Veyras → Noble-Contrée